# Aleksej Nikolić
Aleksej Nikolić  slovenski košarkar, * rojen 21. februarja 1995, Postojna, Slovenija
Aleksej je visok 191 cm in igra na poziciji organizatorja igre. 
Trenutno igra v Sloveniji za klub KK Cedevita Olimpija v ligi aba in eurocup-u. Ima starejšega brata Mitjo, ki je tudi košarkar.

## Klubska kariera
Najprej je igral doma v Postojni in nato za Zlatorog Laško.
Novembra 2011 se je pridružil sarajavskemu klubu OKK Spars iz Bosne in Hercegovine. 
25. februarja 2013 je podpisal 4-letno pogodbo z OKK Spars.
7. julija 2015 je sledil uraden podpis 4-letne pogodbe z nemškim prvakom in Evroligašem Brose Baskets. Imel bo dvojno licenco in bo tako lahko igral tudi za klub Bike-Café Messingschlager Baunach iz nemške ProA lige.

## Državna Reprezentanca

### Mladinci
Aleksej Nikolić je igral tudi za vse mlade selekcije slovenske reprezentance (U-16, U-18 and U-20). 
Leta 2015 je bil glavni organizator igre v mladinski ekipi do 20 let in njen najboljši strelec in s tem mnogo pripomogel k osvojitvi 13. mesta, ki je zagotovilo Sloveniji obstanek v elitni prvi diviziji. 

### Člani
Kot član slovenske članske reprezentance je debitiral leta 2015, pri svojih devetnajstih letih. Zaigral je na treh tekmah FIBA World Cup 2014, vključno s četrtfinalno tekmo proti ZDA. Kot debitant je dobival manj priložnosti, predvsem v delih tekem, ko je bilo rezultatsko vse že odločeno. Selektor Jure Zdovc mu je priložnost ponudil zaradi nabiranja izkušenj, ki jih mladi in perspektivni Aleksej potrebuje za igralski razvoj. 

## Družina
Aleksej je sin Davida and Jane Nikolić. Njegovo oče je bil košarkar, ki je igral za Postojno. Kasneje je bil tudi pomočnik selektorja Aleša Pipana v članski reprezentci (obdobje 2004-2006).  David Nikolič je lastnik gostilne Čuk. Aleksejev brat  Mitja je tudi profesionalni košarkar in članski reprezentant ter je za sezono 2015/2016 pogodbeno vezan na Union Olimpija.